# Vittaria tortifrons
Vittaria tortifrons là một loài dương xỉ trong họ Pteridaceae. Loài này được Hayata mô tả khoa học đầu tiên năm 1916.
Danh pháp khoa học của loài này chưa được làm sáng tỏ. 